# Ligier JS33
O JS33 e JS33B foram os modelos da Ligier nas temporadas de 1989 e 1990 da Fórmula 1. 
O JS33 teve condutores: René Arnoux e Olivier Grouillard em 1989 e o J33B por Nicola Larini e Philippe Alliot em 1990.
http://b.f1-facts.com/ul/a/4352 http://b.f1-facts.com/ul/a/4471

## Resultados[1][2]
| Ano  | Chassi | Motor                | Pneus | N° | Pilotos            | 1   | 2   | 3   | 4   | 5   | 6   | 7   | 8   | 9   | 10  | 11  | 12  | 13  | 14  | 15  | 16  | Pontos | Posição  |  |
| ---- | ------ | -------------------- | ----- | -- | ------------------ | --- | --- | --- | --- | --- | --- | --- | --- | --- | --- | --- | --- | --- | --- | --- | --- | ------ | -------- |  |
|      |        |                      |       |    |                    |     |     |     |     |     |     |     |     |     |     |     |     |     |     |     |     |        |          |  |
|      |        |                      |       |    |                    | BRA | SMR | MON | MEX | USA | CAN | FRA | GBR | GER | HUN | BEL | ITA | POR | SPA | JAP | AUS |        |          |  |
| 1989 | JS33   | Ford Cosworth DFR V8 | G     | 25 | René Arnoux        | NQ  | NQ  | 12  | 14  | NQ  | 5   | Ret | NQ  | 11  | NQ  | Ret | 9   | 13  | NQ  | NQ  | Ret | 3      | 13°      |  |
| 1989 | JS33   | Ford Cosworth DFR V8 | G     | 26 | Olivier Grouillard | 9   | DSQ | Ret | 8   | NQ  | NQ  | 6   | 7   | Ret | NQ  | 13  | Ret | NQ  | Ret | Ret | Ret | 3      | 13°      |  |
|      |        |                      |       |    |                    |     |     |     |     |     |     |     |     |     |     |     |     |     |     |     |     |        |          |  |
|      |        |                      |       |    |                    | USA | BRA | SMR | MON | CAN | MEX | FRA | GBR | GER | HUN | BEL | ITA | POR | ESP | JAP | AUS |        |          |  |
| 1990 | JS33B  | Ford Cosworth DFR V8 | G     | 25 | Nicola Larini      | Ret | 11  | 10  | Ret | Ret | 16  | 14  | 10  | 10  | 11  | 14  | 11  | 10  | 7   | 7   | 10  | 0      | NC (11º) |  |
| 1990 | JS33B  | Ford Cosworth DFR V8 | G     | 26 | Philippe Alliot    | EX  | 12  | 9   | Ret | Ret | 18  | 9   | 13  | DSQ | 14  | NQ  | 13  | Ret | Ret | 10  | 11  | 0      | NC (11º) |  |